# 3e régiment de Marines (États-Unis)
Le 3e régiment de Marines est un régiment d'infanterie du Corps des Marines des États-Unis basé à Marine Corps Base Hawaii. Il relève de la 3e Division de Marines et de la IIIe Marine Expeditionary Force.

## Unités actuelles
Le régiment comprend trois bataillons d'infanterie et une compagnie de quartier général.
- Compagnie de quartier général du 3rd Marines
- 1er Bataillon, 3e Marines
- 2e Bataillon, 3e Marines
- 3e Bataillon, 3e Marines

## Histoire

### Les premières années
Le 3d Marine Regiment a été initialement formé dans le cadre de la 1ère brigade provisoire, créée en mars 1911. Un 3e régiment a été formé le 14 mars 1911 en consolidant les détachements de marines des divers navires de la flotte américaine de l'Atlantique alors au mouillage dans la baie de Guantanamo, à Cuba. Le commandant du régiment était le lieutenant-colonel Ben H. Fuller, qui deviendra plus tard le 15e commandant du Corps des Marines (1930-1934). Jusqu'au 17 juin 1911, le 3e Régiment était stationné au Camp Meyer, Deer Point, Guantanamo Bay. Les compagnies E, F et H sont revenues à leurs affectations initiales en tant que détachements de navires les 10 et 11 juin, tandis que les autres compagnies du régiment l'ont fait le 17 juin, date à laquelle le 3e régiment a été dissous.
Un autre régiment provisoire, temporairement désigné sous le nom de 3rd, fut formé le 21 avril 1914 à partir de détachements de marines des navires qui avaient convergé sur Vera Cruz. Il était commandé par le major Albertus W. Catlin du USS Arkansas. Affecté pour soutenir les activités du 2e Régiment de Marines déjà à terre, le 3e débarqua le jour même de sa formation. Au cours de la même période, un autre 3e régiment est assemblé au Philadelphia Navy Yard le 22 avril 1914, sous le commandement du colonel Franklin J. Moses. Il est parti pour Vera Cruz à bord du SS Morro Castle le lendemain.
Avec l'arrivée du 3e régiment du colonel Moses à Vera Cruz le 30 avril, toutes les unités de marines, à l'exception du commandement du major Catlin, furent placées sous le contrôle opérationnel des forces expéditionnaires des États-Unis. Le 3e Régiment du major Catlin a été dissous le même jour, son personnel retournant sur leurs navires respectifs. Au cours de son séjour au Mexique, les hommes du colonel Moses effectuèrent des missions d'avant-poste et de patrouille et, en même temps, améliorèrent les conditions sanitaires et de vie dans leur secteur.
Le colonel Moses est décédé d'une pneumonie le 26 septembre, six jours après avoir été évacué vers le navire-hôpital, USS Solace. Il a été remplacé par le major John H. Russell, Jr., qui devint plus tard le 16e commandant du Marine Corps (1934-1936). Le 3e régiment quitta Vera Cruz le 23 novembre, et arriva au chantier naval de Philadelphie le 4 décembre pour être dissous le lendemain.
Le régiment fut réactivé le 20 décembre 1916, à partir des effectifs du 1er Régiment de Marines en République Dominicaine. Il fut rattaché à la 2e Brigade et désactivés le 1er août 1922.

### La Seconde Guerre mondiale

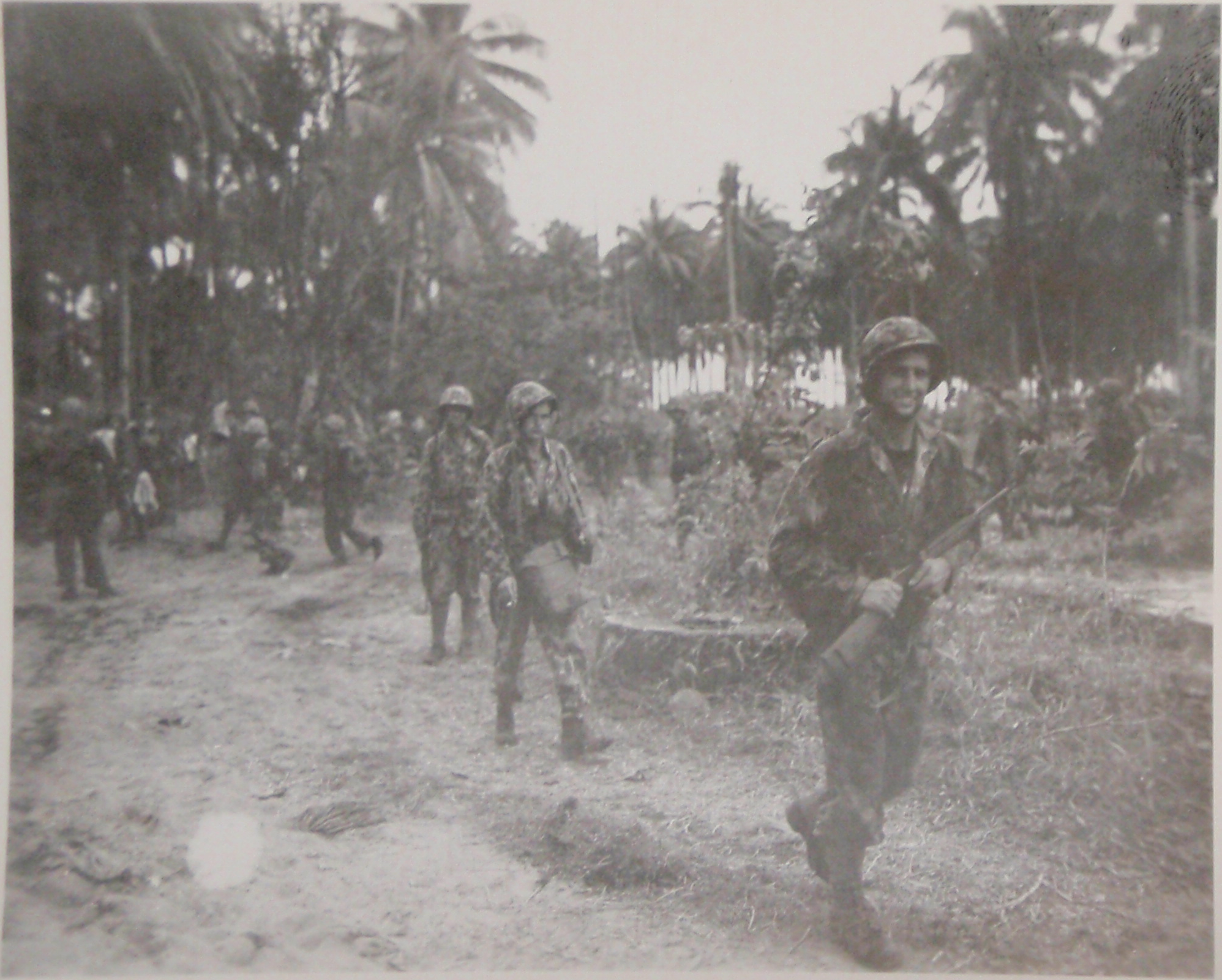
Des hommes du 1er bataillon sortent de la jungle lors de la campagne de Bougainville

Le 3e Régiment de Marines est réactivé le 16 juin 1942 à New River, en Caroline du Nord, dans le cadre de l'expansion militaire liée à la Seconde Guerre mondiale. Ils ont été déployés aux Samoa américaines le 14 septembre 1942 et ont été rattachés à la 2nd Marine Brigade. Le régiment se redéploie alors en Nouvelle-Zélande le 23 mai 1943 et est réaffecté à la 3e division des Marines à cette époque. Le régiment a combattu à Bougainville et Guam. Quatre médailles d'honneur ont été décernées aux membres du 3e Marines pour des actions au cours de cette période. Des membres de l'unité ont également participé à l'émeute raciale Agana alors qu'ils étaient stationnés à Guam. Pendant la bataille d'Iwo Jima, le 3e Marines a été maintenu en réserve et n'a pas été envoyés à terre.
Après la Seconde Guerre mondiale, le régiment a été envoyé en Chine pour aider au désarmement des unités japonaises et pour aider le gouvernement nationaliste dans l'occupation du nord de la Chine dans le but d'empêcher l'expansion des communistes.

### La guerre du Vietnam

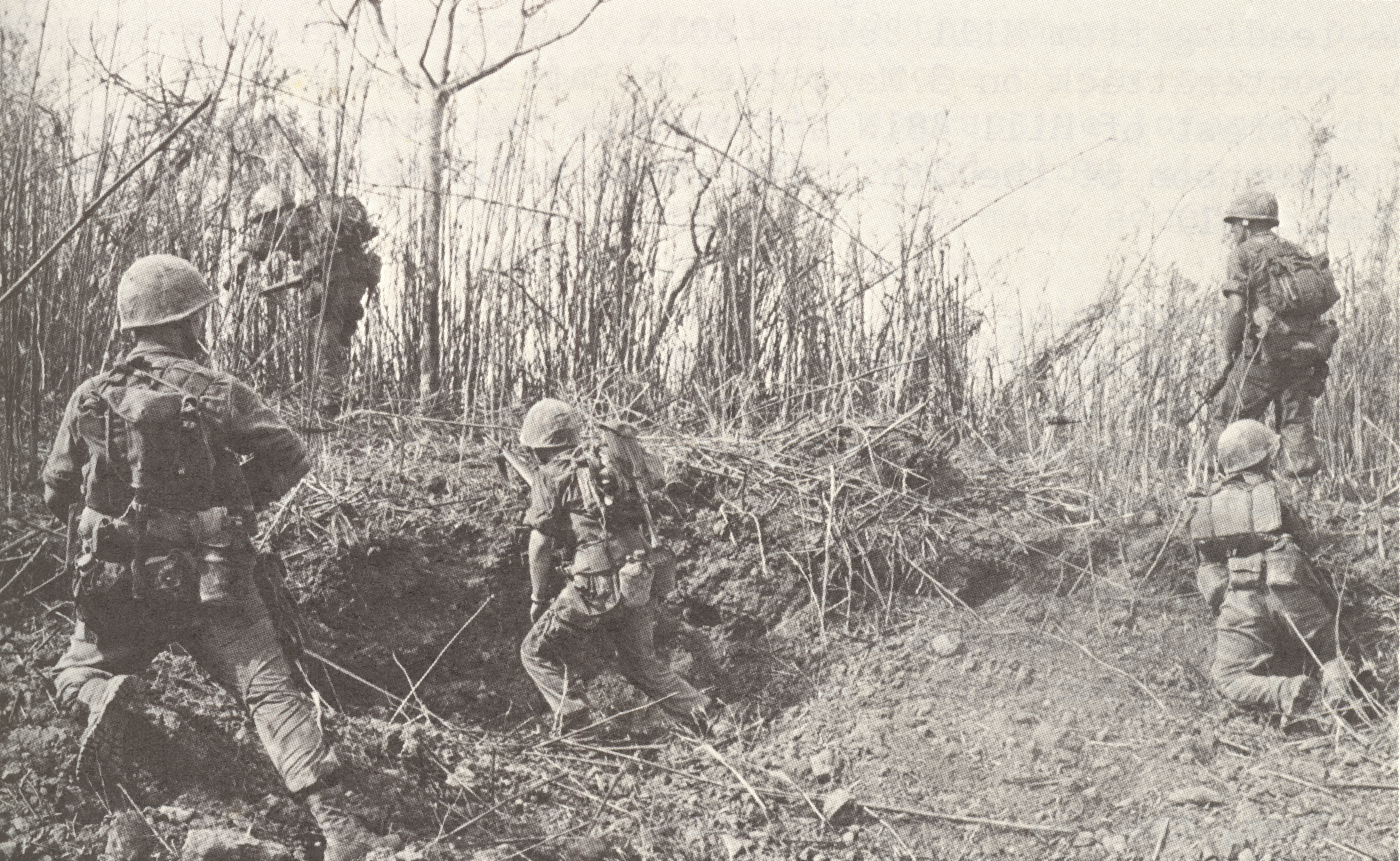
2e Bataillon en action lors de la bataille de Khe Sanh

Le 3rd Marines a été l'une des premières unités de marines au Sud-Vietnam quand elle a assuré la sécurité de la base aérienne de Da Nang au début de 1965. Durant l'ensemble du conflit, le 3d Marines a participé à 48 opérations majeures en République du Vietnam.
Le régiment a quitté le Sud-Vietnam en octobre 1969 et a été initialement déplacé au camp de base du Marine Corps Pendleton, en Californie, et affecté à la 5e Marine Amphibious Brigade. En avril 1971, le régiment fait partie de la 1re Division des Marines. Deux mois plus tard, le régiment est transféré à la Marine Corps Air Station Kaneohe Bay, à Hawaï, pour assumer le rôle de composante de combat au sol de la 1st Marine Brigade.

### Années 1980 et 1990

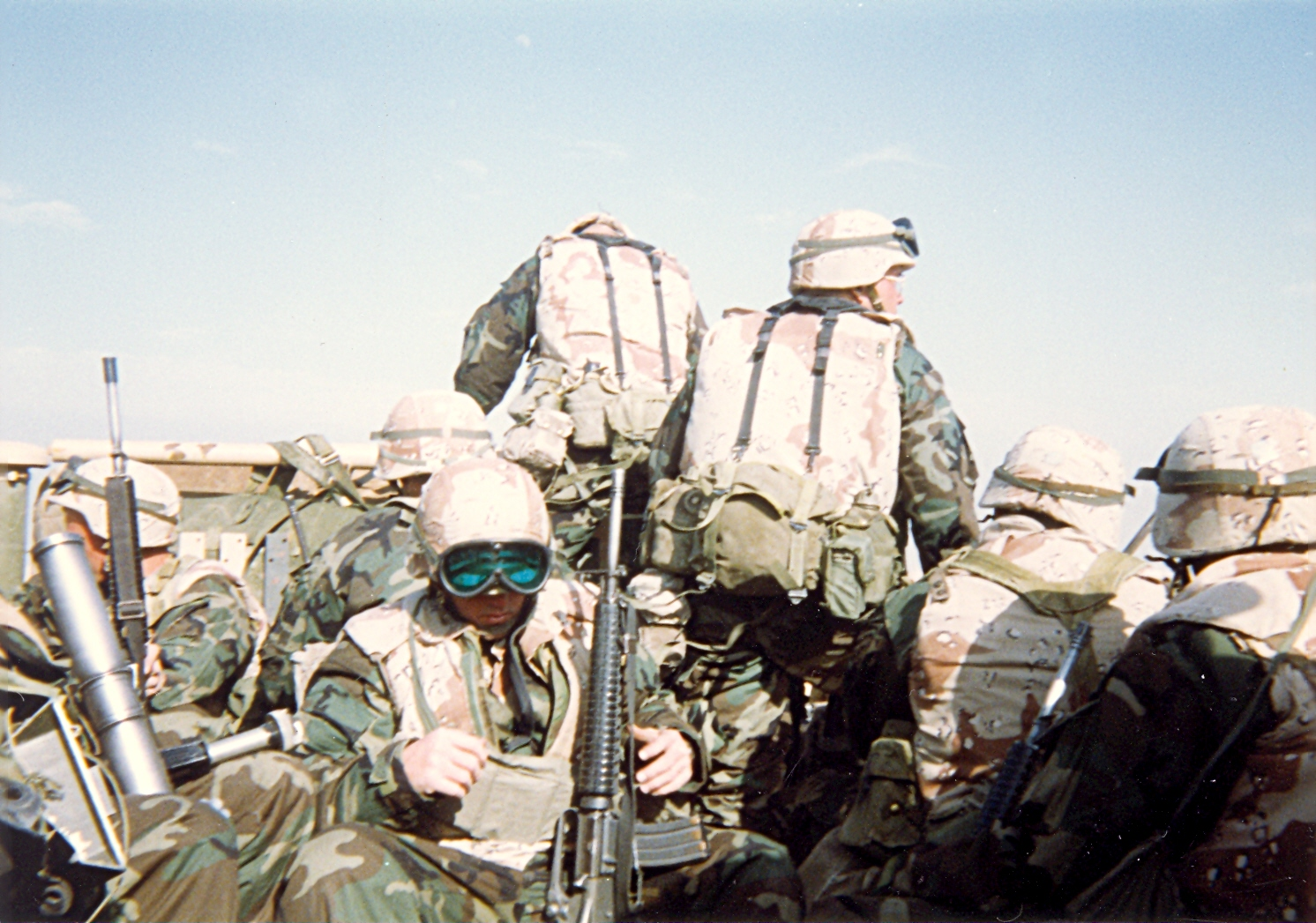
Marines du 1er bataillon pendant la campagne au sol de la guerre du Golfe en février 1991

#### Task Force Taro
Le 3rd Marines a été l'une des premières forces de combat à se déployer en Arabie saoudite en réponse à l'invasion irakienne du Koweït le 2 août 1990. Le régiment, connu sous le nom de Task Force Taro en l'honneur de l'État et du peuple d'Hawaï, est devenu la première unité américaine à être engagée par des tirs d'artillerie, de roquettes et de missiles irakiens le 18 janvier 1991. Ils ont contré les attaques de soutien irakiennes en effectuant des raids d'artillerie au Koweït qui furent les premières actions offensives terrestres de la guerre. La force opérationnelle Taro a joué un rôle déterminant dans la reconquête de Khafji, a été la première unité à avancer au Koweït, a mené le seul assaut héliporté de la guerre et a atteint l'objectif final de la guerre du Corps des Marines, l'aéroport international de Koweït.
À la suite du cessez-le-feu du 28 février 1991, le régiment s'est redéployé en Arabie saoudite et a par la suite achevé son redéploiement stratégique à Hawaï deux mois plus tard.

### Années 2000
Le 3e Marines s'est déployé en Irak et en Afghanistan dans le cadre de la guerre mondiale contre le terrorisme. L'un de leurs officiers, Stephen J. Boada, a reçu le Silver Star pour ses actions là-bas. Il est devenu le premier Marine du régiment et d'Hawaï à recevoir l'un des principaux prix de bravoure depuis la guerre du Vietnam. Un sous-officier du 1er Bataillon, 3e Marines, le Cpl Kristopher Kane, a par la suite reçu une Silver Star pour des actions lors de la deuxième bataille de Fallujah. Le régiment a été déployé en Afghanistan à la fin de 2008 en tant que force opérationnelle maritime au sol à usage spécial - Afghanistan (SPMAGTF-A) et est devenu l'équipe de combat régimentaire 3 lors de l'opération Khanjar dans la province de Helmand, et est retourné au Helmand de fin 2009 à mai 2010, date à laquelle il a participé à l'opération Moshtarak.

## Citations
- Mention élogieuse d'unité de la Marine, 3e Régiment de Marines (et toutes les unités attachées à ou servant avec) à Bougainville [14]
- Presidential Unit Citation, 3rd Marine Regiment (et toutes les unités attachées à ou servant avec), Guam

## Voir également